# Carlo Villa
Carlo Villa (Roma, 3 ottobre 1931) è un poeta, scrittore e saggista italiano.

## Biografia
Nasce a Roma, il padre era colonnello delle Guardie pontificie. Nel 1954 si laurea in legge presso l'Università "La Sapienza" di Roma.
Nel 1959, presentato da Leonardo Sinisgalli su La Fiera Letteraria, pubblica le sue prime poesie, e nel 1962, con la prefazione dì Pier Paolo Pasolini, la raccolta Il privilegio di essere vivi, cui fa seguito nel 1963 Solo sperando nauseati,  ne Il Menabò (numero 6) di Einaudi. Dal 1978 al 1988 lavora al comune di Roma come responsabile del Centro sistema bibliotecario; nello stesso decennio è Segretario generale del centro studi Eugenio Montale. 
Nel 1964, con la pubblicazione del romanzo La nausea media, Villa inizia a scrivere libri: Muore il padrone (1978), La scrittura cerca l'assassino (2003), Il figlio assurdo e Sotto la cresta dell'onda (2004). Nel 1973 esce da Mursia una Guida alla lettura di Vasco Pratolini.. 
Ha collaborato a varie testate giornalistiche (Paese Sera, Il Messaggero, Nuova Antologia, Il Caffè, Il dramma, Quindici, Nuova Corrente, Carte segrete, Questo e altro, Il Menabò) e con testi alla Radio Vaticana. Per la Radiotelevisione svizzera di lingua italiana ha sceneggiato Divertimento 1889 di Guido Morselli.
È del 1982 la raccolta dei racconti fantascientifici Mandrake Arcivescovo di Salem, per i tipi della Newton Compton Editori, del 1988 il giallo Morte per lucro (De Agostini),  Fino all'ultima fermata (Arlem, 2000), Come in un gioco a incastro (Stango, 2000), Nuda proprietà (2003) La scrittura cerca l'assassino (Greco e Greco, 2003) e Sorpassi (Stango, 2003).
Ha ricevuto dal Presidente Carlo Azeglio Ciampi l'onorificenza di Commendatore. Beneficia della Legge Bacchelli.
I manoscritti e l'archivio di Carlo Villa si trovano presso il fondo dell'Università degli Studi di Pavia e presso la Fondazione Bianciardi di Grosseto.

## Riconoscimenti
- Nel 1981 vince il Premio Florida con la silloge poetica Nell'infanzia del dettato, Seledizioni.
- Finalista al Premio Bergamo con Pan di patata[4]

## Opere principali

### Narrativa
- La nausea media, Einaudi, 1964 ISBN 88-06-15685-3
- I sensi lunghi, Einaudi, 1967
- Deposito celeste, Einaudi, 1967
- L'isola in bottiglia, Einaudi, 1972
- Muore il padrone, Editori Riuniti, 1978
- Pan di patata, Feltrinelli 1995 ISBN 88-07-01491-2
- Analità. Quando la casa è pronta muore il padrone, Greco e Greco, 1998 ISBN 88-7980-170-8;
- Donne che avesse amato, Editore Libero di scrivere, 2012 ISBN 978-88-7388-355-5
- Il canto di Cherubino, Società Editrice Fiorentina, 2016

### Poesia
- Il privilegio di essere vivi, Rebellato, 1962
- Solo sperando nauseati, Einaudi, 1963
- Siamo esseri antichi, Einaudi, 1964
- Gorba, Mondadori, 1972
- La maestà delle finte, Guanda, 1977
- Polvere di miele, Carte segrete, 1980
- Nell'Infanzia del dettato, Seledizioni 1981
- Come la rosa al naso, Poeticamente, 1984
- Corpo a cuore, Bastogi, 1985
- Cento di questi fogli, prefazione di Alfredo Giuliani, Empiria, 1989
- Pochades, 1992
- L'apparenza, El Bagatt, 1993
- Simboli eroici, L'obliquo, 1993
- Consumato amore, Bastogi, 1994
- Pas de deux, Quasar, 1994
- L'infinito è un quadrato senz'angoli, Elytra, 1995
- Dedicamenta, Arlem, 1999
- Roba da gatti, Coedital, 2000
- Pelle d'anima, Campanotto, 2000
- L'amore per l'anima del podice, Greco e Greco, 2000
- A piè di sogno, Manni, 2000
- L'ora di Mefistofele, Scheiwiller, 2002
- L'attimo leggente, Bastogi, 2003
- Eclisside, Società Editrice Fiorentina, 2013
- Retrostrato, Società Editrice Fiorentina, 2017

### Saggistica
- Il figlio assurdo, Longo, 1972
- Guida alla lettura di Vasco Pratolini, Mursia, 1973
- L'eros nella poesia italiana del ‘900, Newton Compton Editore, 1995
- Eros violato, Coedital, 1999
- Lo spirito d'appartenenza, Bastogi, 2000
- Lector in tabula, Nuda Proprietà Editrice, 2002
- Sotto la cresta dell'onda, Società Editrice Fiorentina, 2004 ISBN 88-87048-68-1
- Quel pallido Gary Cooper, Società editrice fiorentina, 2005
- Caro dolce nessuno, Società editrice fiorentina, 2006
- Dripping, Società editrice fiorentina, 2007
- Impronte, Società editrice fiorentina, 2008
- L'ospite sgradito, Società editrice fiorentina, 2009
- Pieni a perdere, Società editrice fiorentina, 2010
- Keatoniana, Società editrice fiorentina, 2012
- Pensieri panici, Società editrice fiorentina, 2012 ISBN 978-88-6032-226-5
- L'incontro delle parallele, Società editrice fiorentina, 2013
- A pensarci bene, Società editrice fiorentina, 2014
- L'esperienza del nulla, Società editrice fiorentina, 2015
- La misura della perdita, Società editrice fiorentina, 2017